# Stilpnus oligomerus
Stilpnus oligomerus är en stekelart som först beskrevs av Forster 1876.  Stilpnus oligomerus ingår i släktet Stilpnus och familjen brokparasitsteklar. Inga underarter finns listade i Catalogue of Life.